# 保利·扬霍宁
保利·扬霍宁（芬蘭語：Pauli Janhonen，1914年10月20日—2007年11月30日），芬兰男子射击运动员。他曾代表芬兰参加1948年、1952年和1960年夏季奥林匹克运动会射击比赛，获得一枚银牌。